# Memorias Historicas e Genealogicas dos Grandes de Portugal

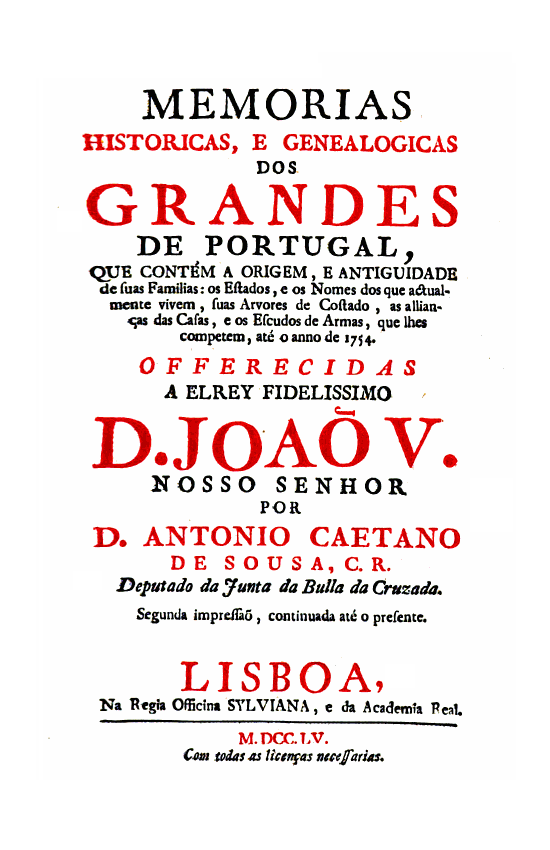
Frontispício da 3.ª edição das Memorias Historicas e Genealogicas dos Grandes de Portugal (1755).

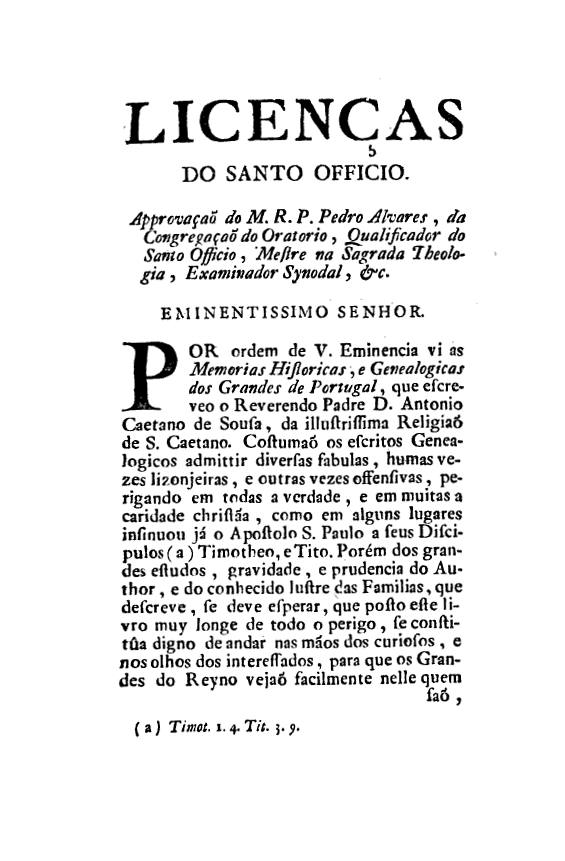
A Licença do Santo Ofício da Inquisição, ainda em 1755 necessária para publicar qualquer livro.

As Memorias Historicas e Genealogicas dos Grandes de Portugal são uma obra de D. António Caetano de Sousa, primeiramente publicada em 1739, com edições posteriores em 1742 e 1755 (esta última actualizada), que descreve a quase totalidade da alta nobreza de Portugal do Antigo Regime. O título completo da obra continua:

”...QUE CONTÉM A ORIGEM , E ANTIGUIDADE de ſuas familias : os Eſtados , e os Nomes dos que actualmente vivem , ſuas Arvores de Coſtado , as allianças das Caſas , e os Eſcudos de Armas , que lhes competem , até o anno de 1754.” 

Como o título indica, o livro refere os títulos nobiliárquicos com grandeza então existentes em Portugal, e explica as origens históricas e genealógicas dos vários títulos. Para todas as Casas indica ainda as respectivas armas heráldicas dos titulares, e ainda árvores de costados para o presente titular, ou ― no caso de por exemplo os Marqueses de Cascais, cujo último titular faleceu sem descendência em 1745 ― o último titular.
O livro é particularmente interessante porque durante todo o século e meio que vai sensivelmente desde o início da Guerra da Restauração em 1640 à Revolução Francesa em 1789, os monarcas portugueses exibiram uma notável contenção quanto à distribuição de títulos de nobreza. Durante a guerra (1640-1668) ou imediatamente após ― como por exemplo os Condes da Torre, elevados a Marqueses de Fronteira em 1670 ― alguns apoiantes da independência portuguesa foram recompensados com títulos, mas de modo inverso todos os fidalgos que permaneceram fiéis ao monarca espanhol perderam os seus; e assim o seu número manteve-se estável. Isto contrasta enormemente com o que foi visto em todo o resto da Europa, onde a inflação de títulos nobiliárquicos foi notória, existindo cerca de cinco vezes mais títulos à época da Revolução Francesa que século e meio ou dois séculos antes. Em Portugal, pelo contrário, o número de Casas tituladas nos séculos XVII e XVIII foi extraordinariamente estável no contexto europeu, rondando sempre a meia centena de Casas até fins de Setecentos. E tal como no caso dos Marqueses de Fronteira, quase todos os marquesados na época foram atribuídos a famílias já de dignidade condal; alguns destes marqueses, como os Marqueses de Cascais mencionados, eram condes desde o século XV ― no caso Condes de Monsanto desde 1460. 
Devido a esta grande estabilidade e continuidade, a obra de D. António Caetano de Sousa engloba assim quase toda a alta nobreza portuguesa do Antigo Regime, apenas omitindo certas poucas e antiquíssimas Casas ― como os Cunhas senhores de Tábua desde o século XII ― que apenas na segunda metade de Setecentos seriam elevadas à dignidade condal ― no exemplo, a Condes da Cunha, em 1760. No entanto, tal como foi dito, vários dos marquesados e mesmo ducados criados posteriormente à data da terceira e última edição da obra foram atribuídos a algumas das linhagens que então eram condais, tal como quando os Condes de Castelo Melhor foram elevados a marqueses em 1766.
Por todas estas razões, as Memorias Historicas e Genealogicas dos Grandes de Portugal são assim um manual de referência quanto à principal nobreza de Portugal: num único volume, o interessado encontra a grande maior parte das grandes Casas que durante séculos formaram a élite da nobreza portuguesa. 

## Índice dos Títulos

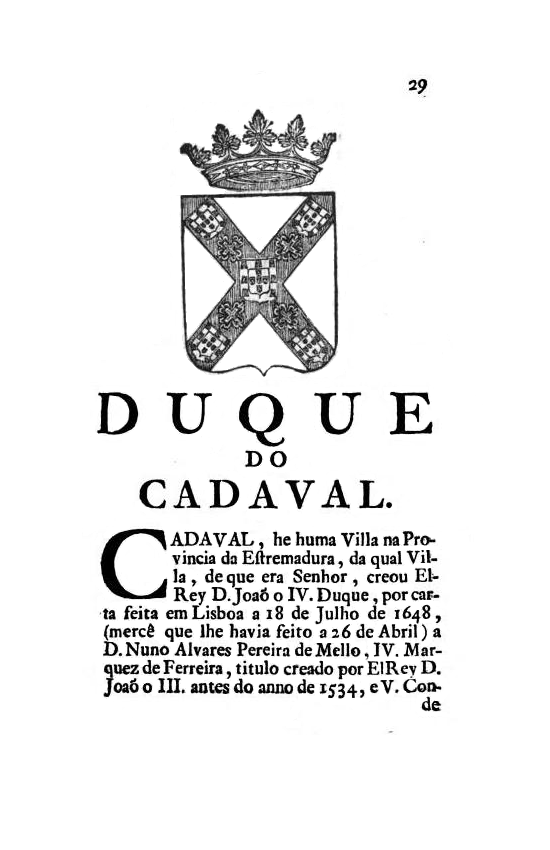
Armas dos Duques do Cadaval.

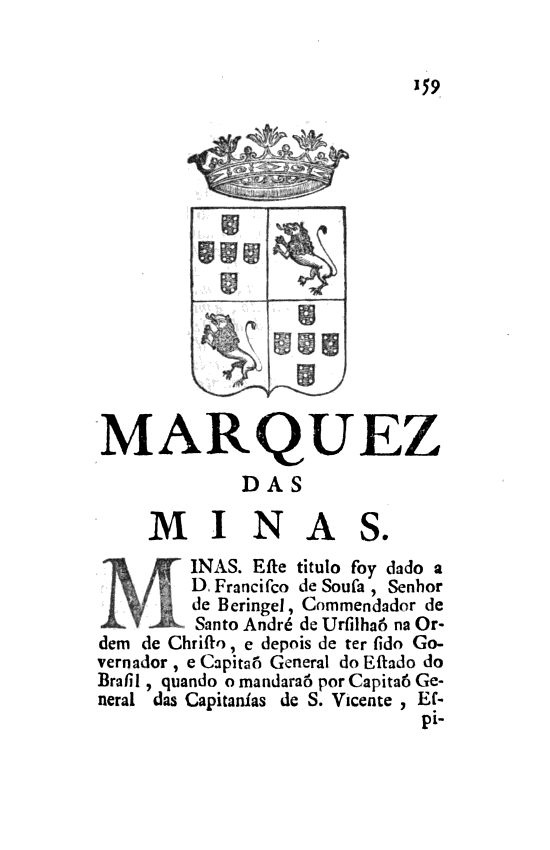
Armas dos Marqueses das Minas.

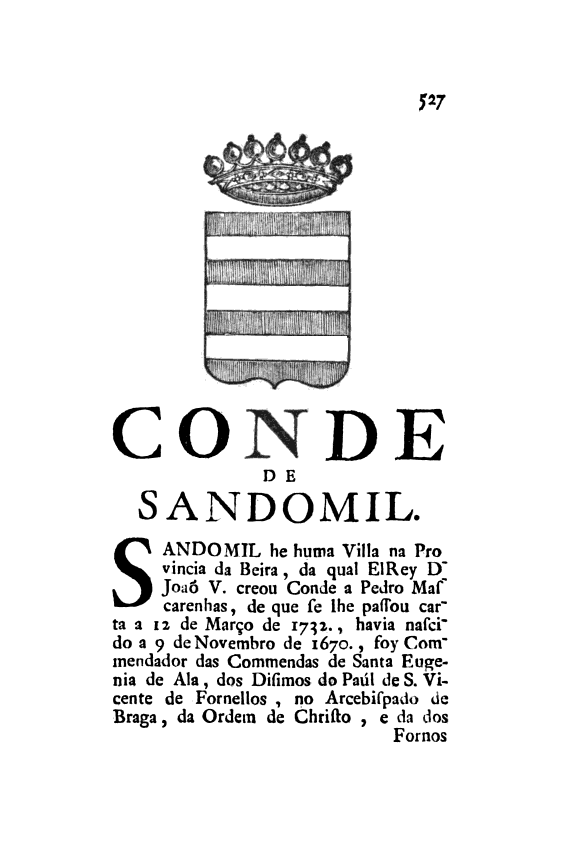
Armas dos Condes de Sandomil.

### Duques
- Lafões, 3 (na grafia antiga, Alafoens)
- Aveiro, 19
- Cadaval, 29
- Duquesa Camareira-mor, 53

### Marqueses
- Abrantes, 47
- Alegrete, 59
- Alorna, 79
- Angeja, 83
- Cascais, 97
- Fronteira, 113
- Gouveia, 125
- Lavradio, 137
- Louriçal, 139
- Marialva, 143
- Minas, 159
- Nisa, 175 (Niza)
- Penalva, 189
- Tancos, 191
- Távora, 193
- Valença, 209

### Condes
- Alva, 223
- Alvor, 225
- Arcos, 233
- Arganil, 249
- Asseca, 253
- Assumar, 265
- Atalaia, 285 (Atalaya)
- Atouguia, 299
- Aveiras, 305
- Avintes, 323
- Castelo Melhor, 345 (Castello-Melhor)
- Coculim, 361
- Ericeira, 369
- Galveias, 379
- Ilha do Príncipe, 391
- S. Lourenço, 403
- Lumiares, 413
- S. Miguel, 415
- Óbidos, 427
- Oriola, 438
- Pombeiro, 451
- Ponte, 461
- Povolide, 471
- Redondo, 483
- Resende, 495
- Ribeira Grande, 503
- Sabugosa, 515
- Sandomil, 525
- Santiago, 533
- Sarzedas, 543
- Soure, 555
- Tarouca, 657
- Vale de Reis, 583 (Val dos Reys)
- Valadares, 601 (Valladares)
- S. Vicente, 611
- Vila Flor, 623 (Villa-Flor)
- Vila Nova de Cerveira, 633 (Villa Nova de Cerveira)
- Vila Nova de Portimão, 647 (Villa Nova de Portimão)
- Vimeiro, 655
- Unhão, 665

## Galeria

### Armas de algumas Casas

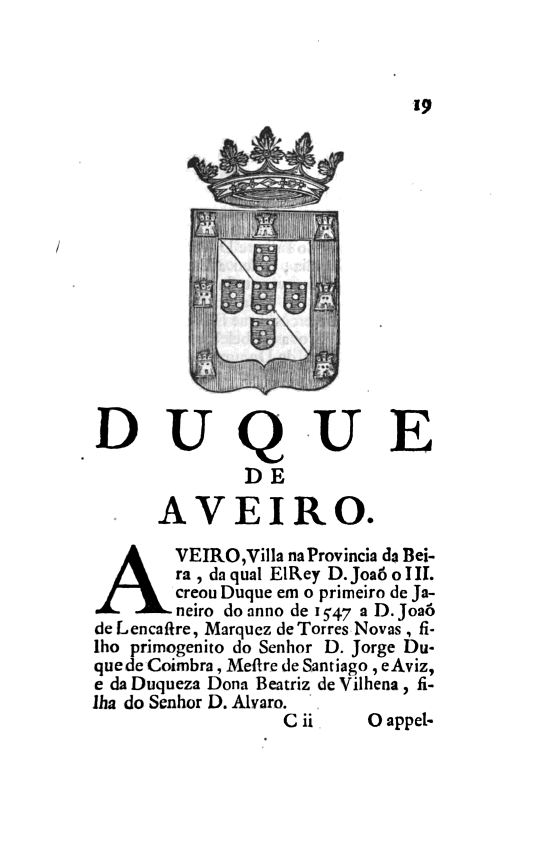
Duques de Aveiro
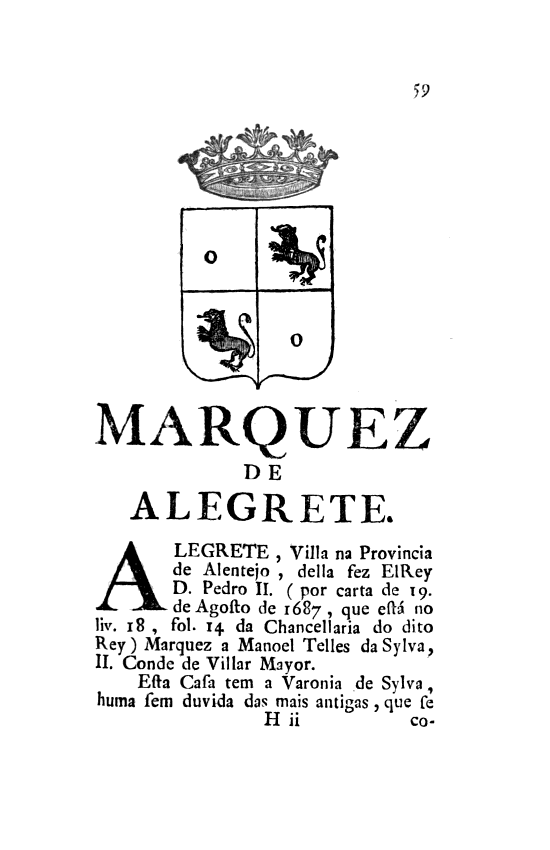
Marqueses de Alegrete
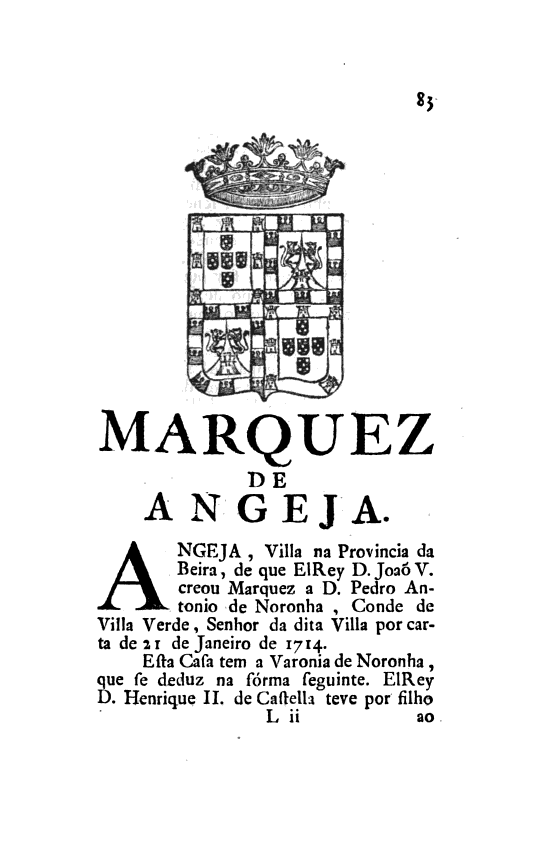
Marqueses de Angeja
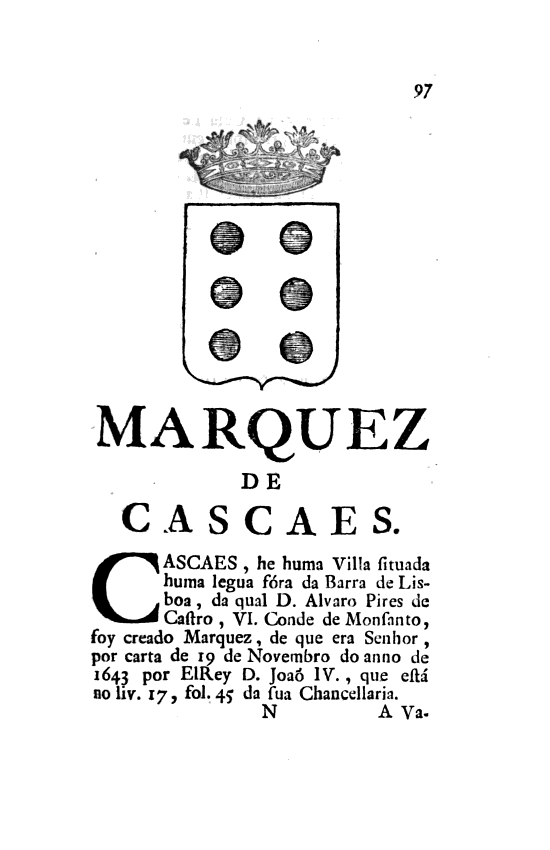
Marqueses de Cascais
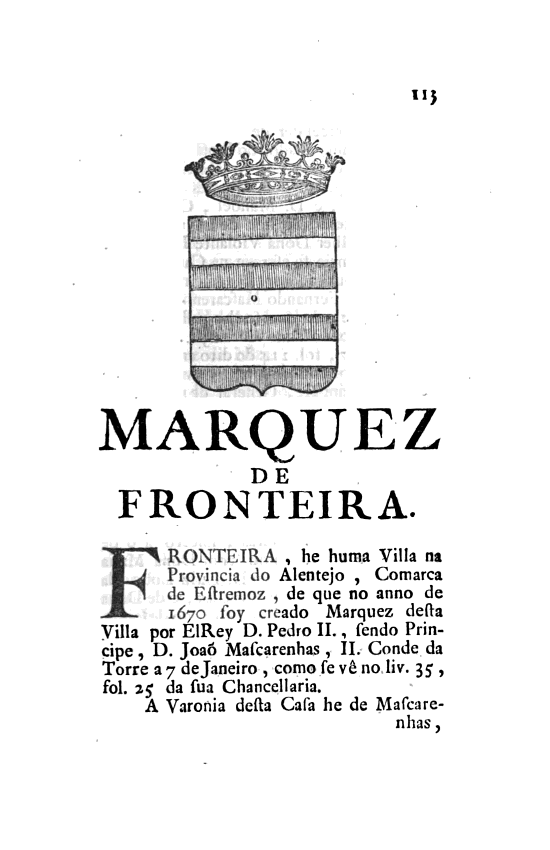
Marqueses de Fronteira
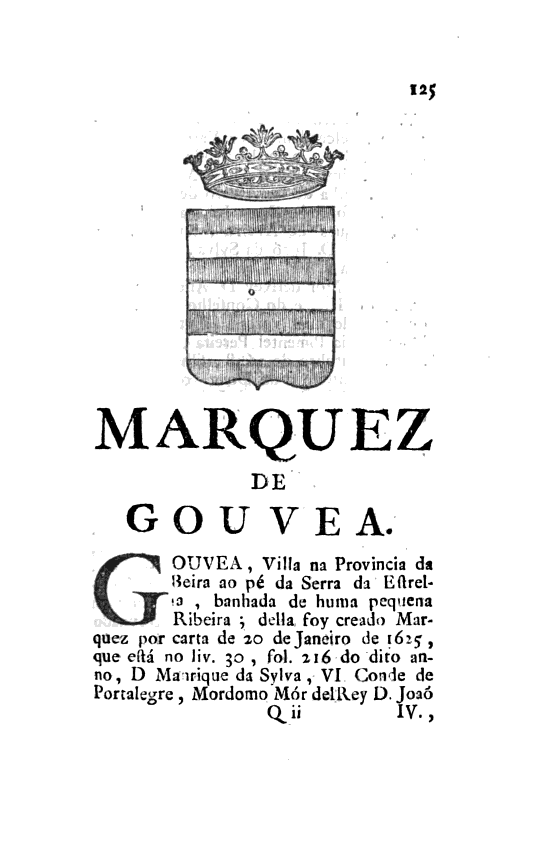
Marqueses de Gouveia
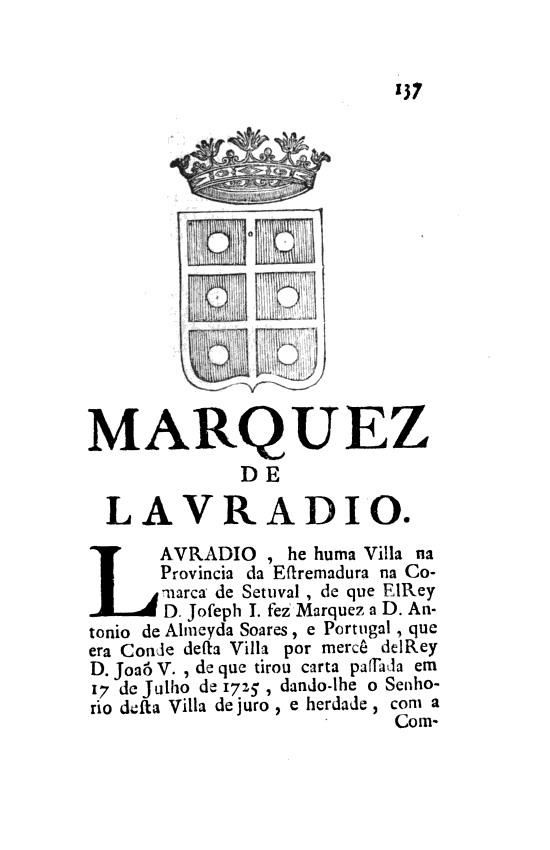
Marqueses de Lavradio
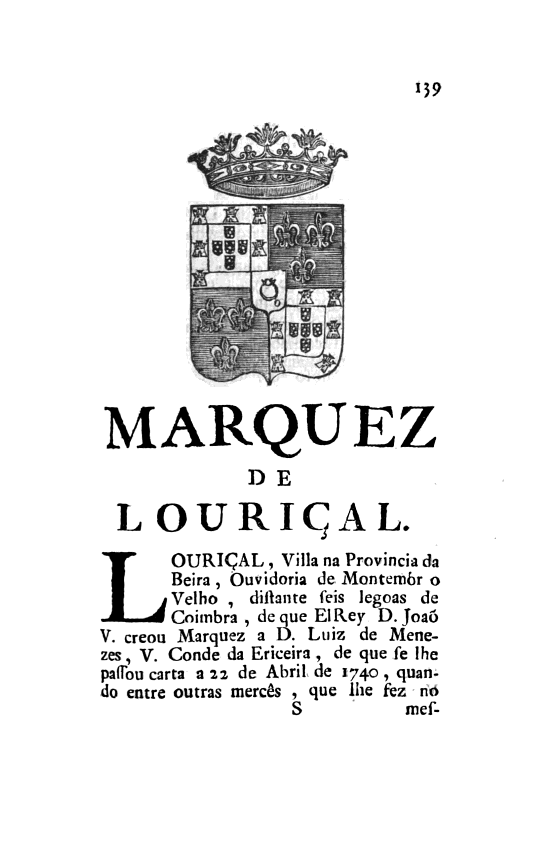
Marqueses de Louriçal
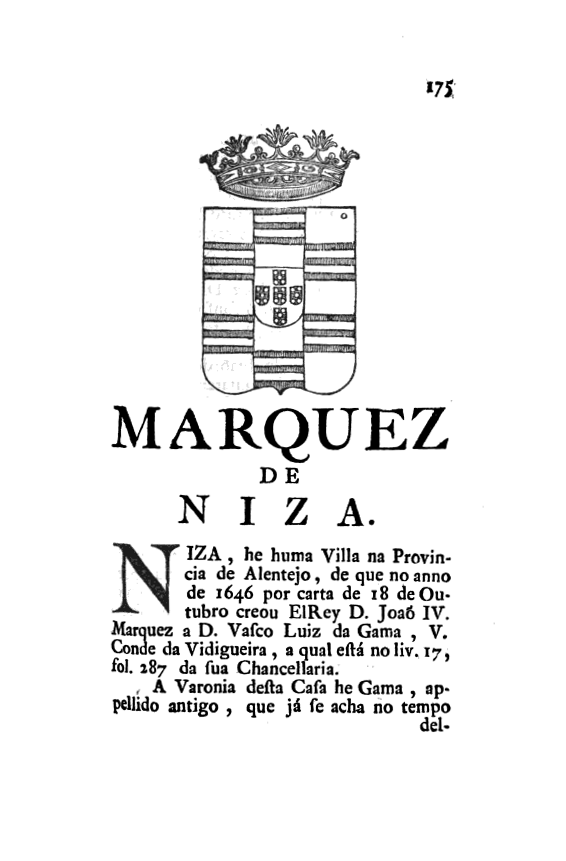
Marqueses de Nisa
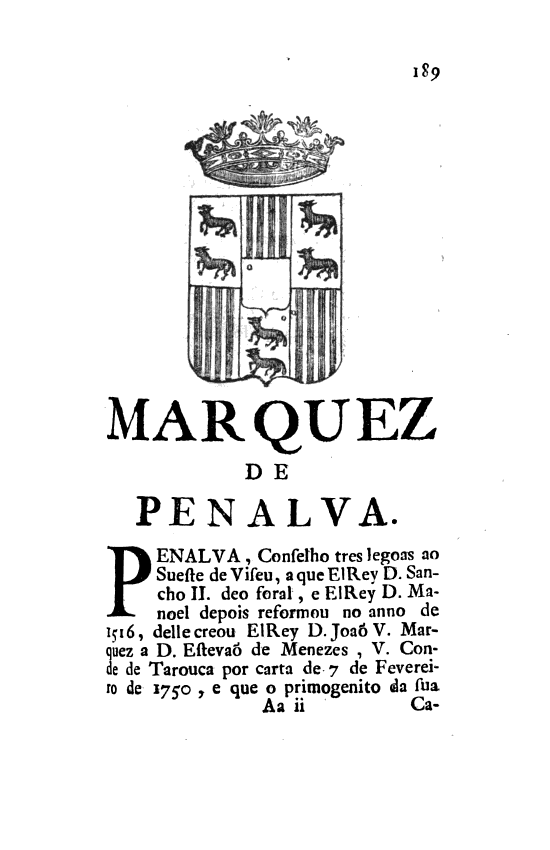
Marqueses de Penalva
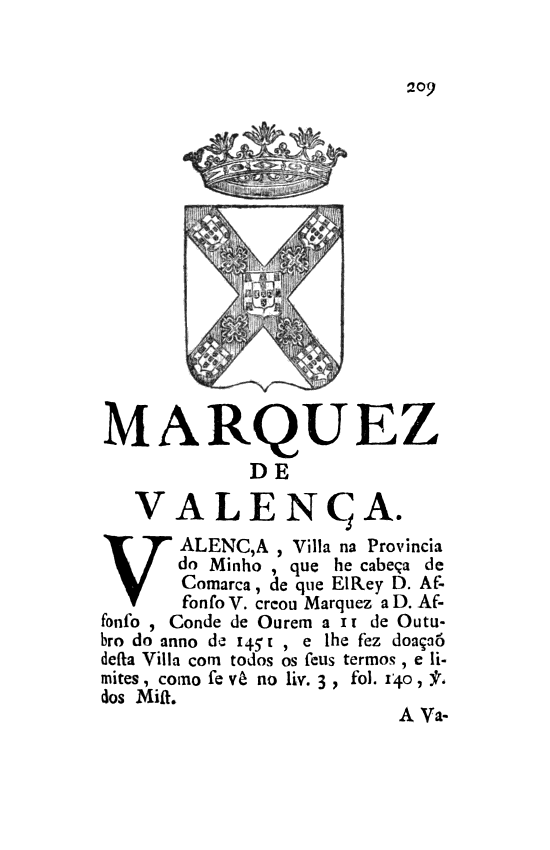
Marqueses de Valença
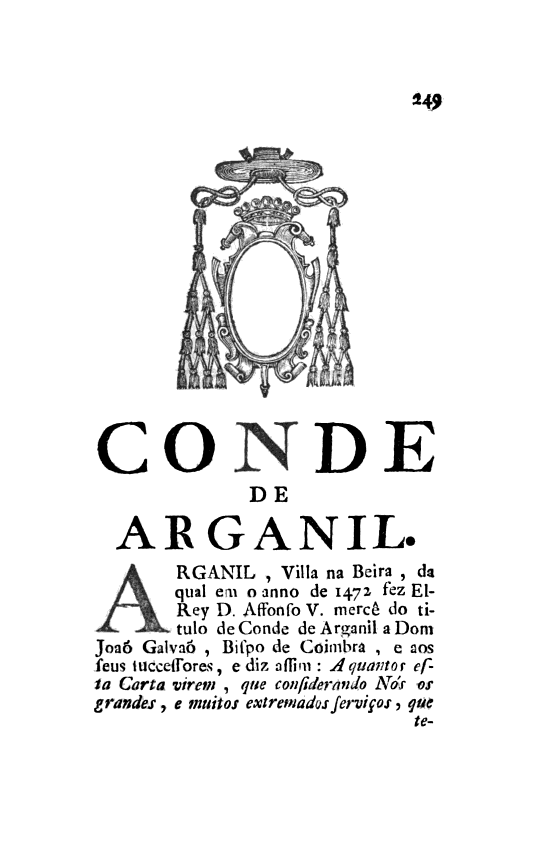
Condes de Arganil(eclesiástico)
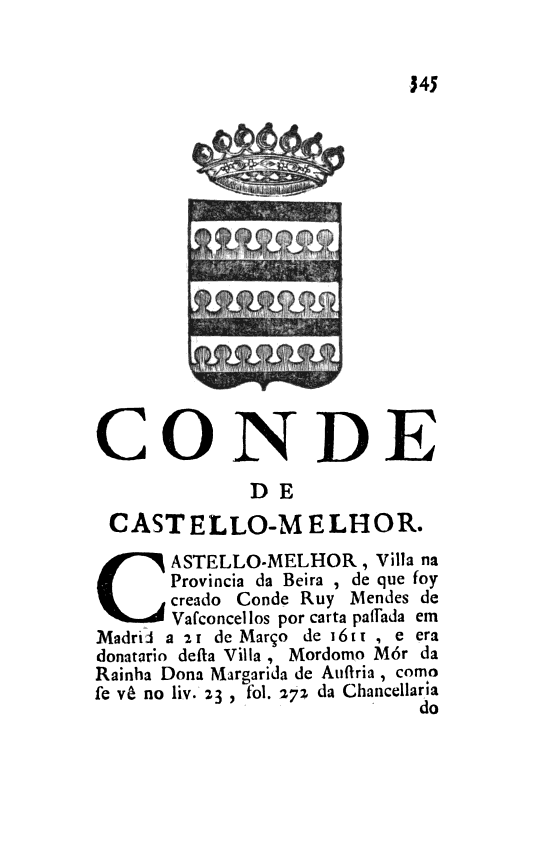
Condes de Castelo Melhor.
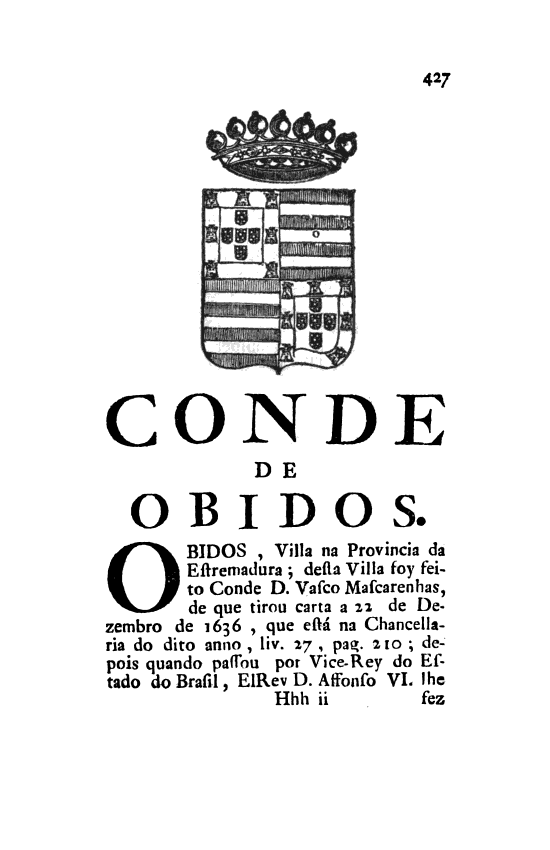
Condes de Óbidos
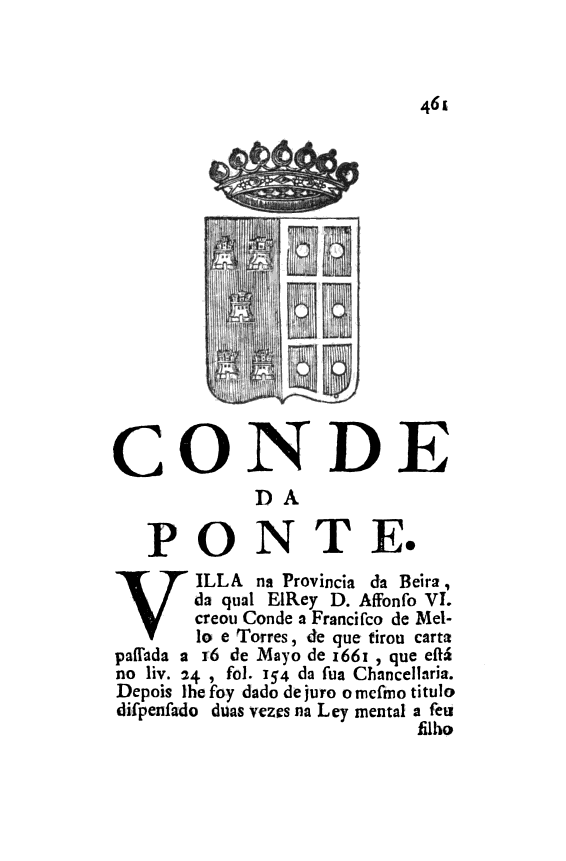
Condes da Ponte
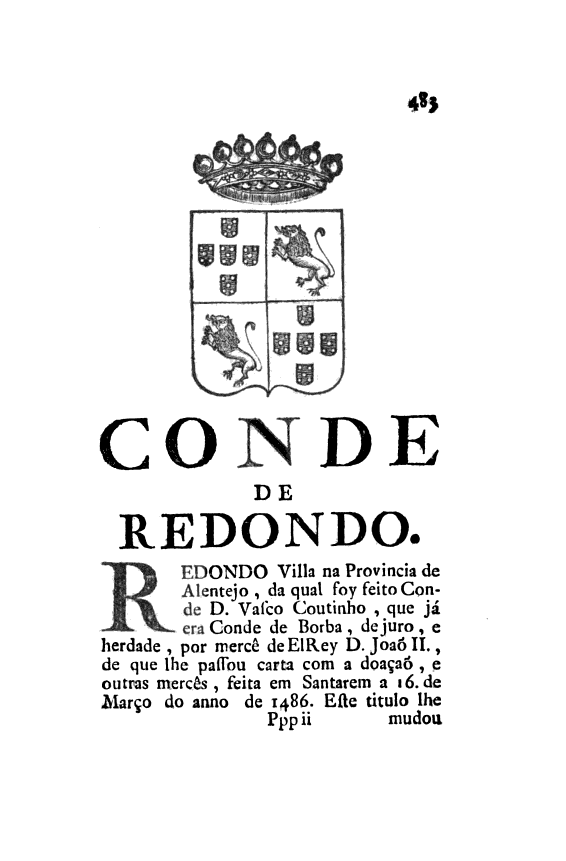
Condes de Redondo
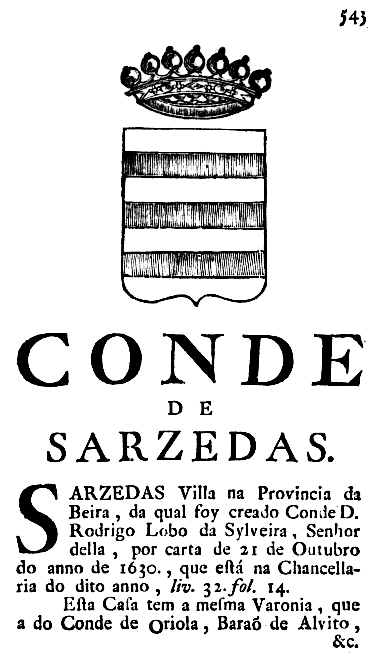
Condes de Sarzedas
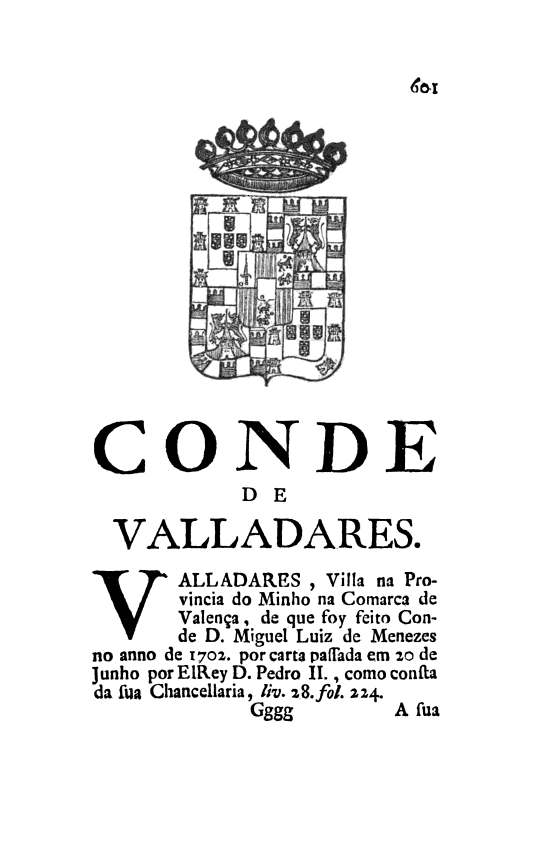
Condes de Valadares.
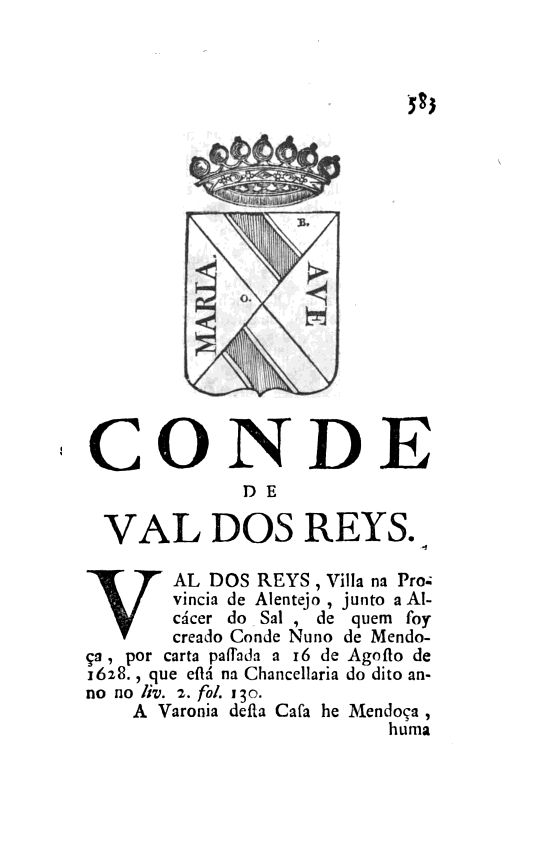
Condes de Vale de Reis
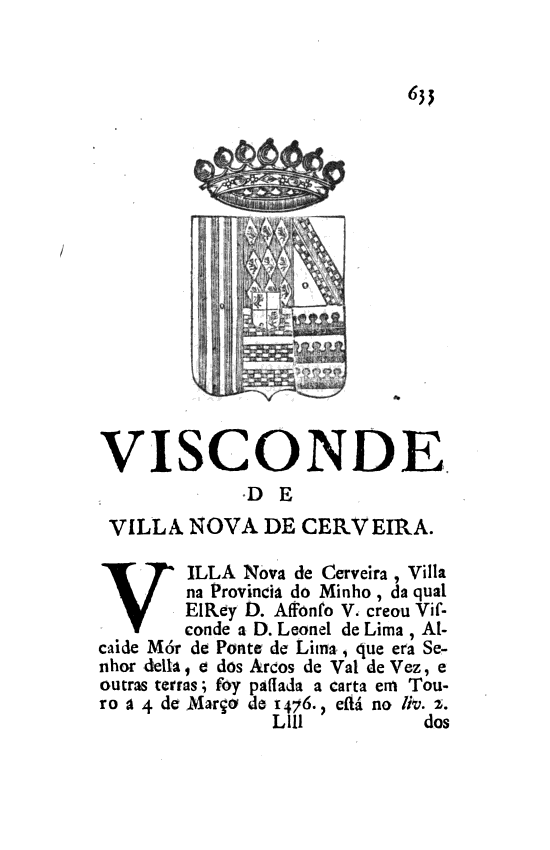
Viscondes de Vila Nova de Cerveira
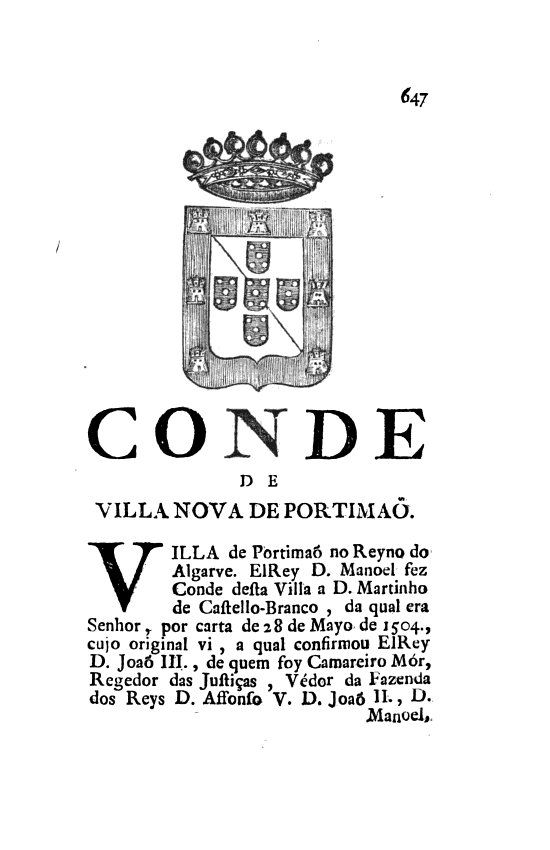
Condes de Vila Nova de Portimão

### Exemplos de Costados

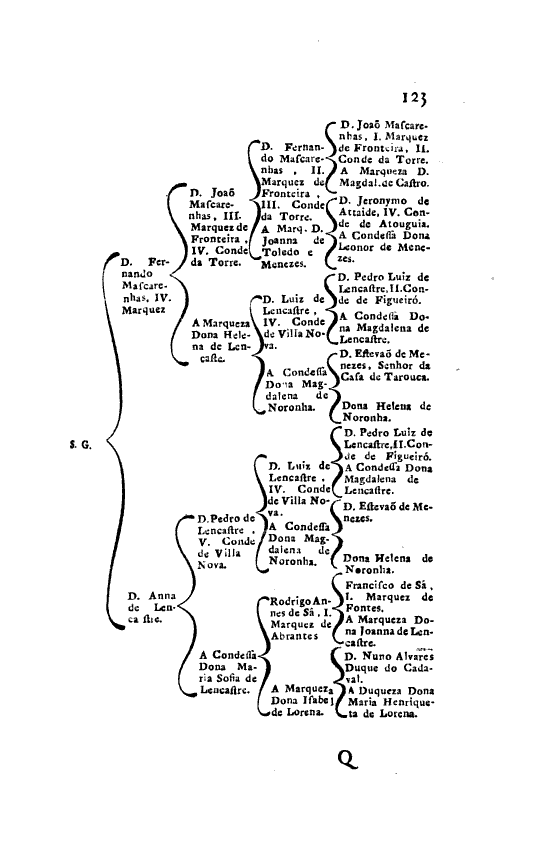
Costados do 5.º Marquês de Fronteira
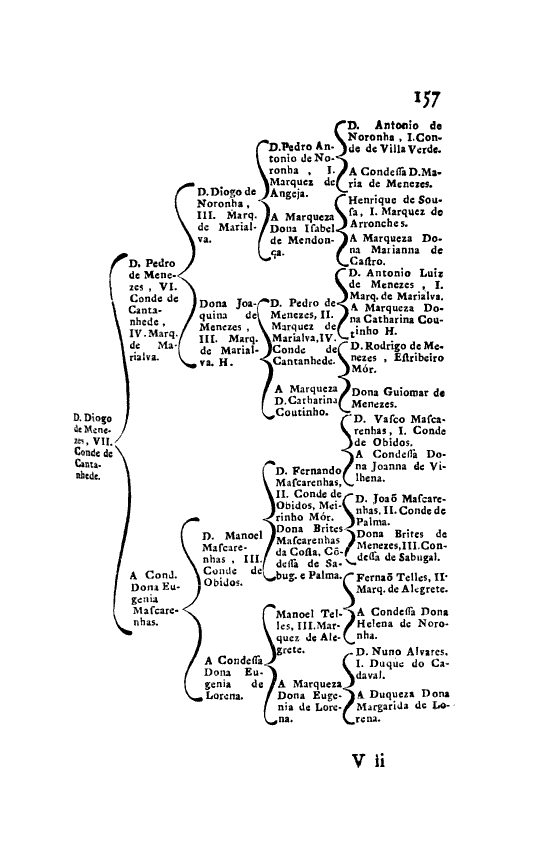
Costados do 5.º Marquês de Marialva
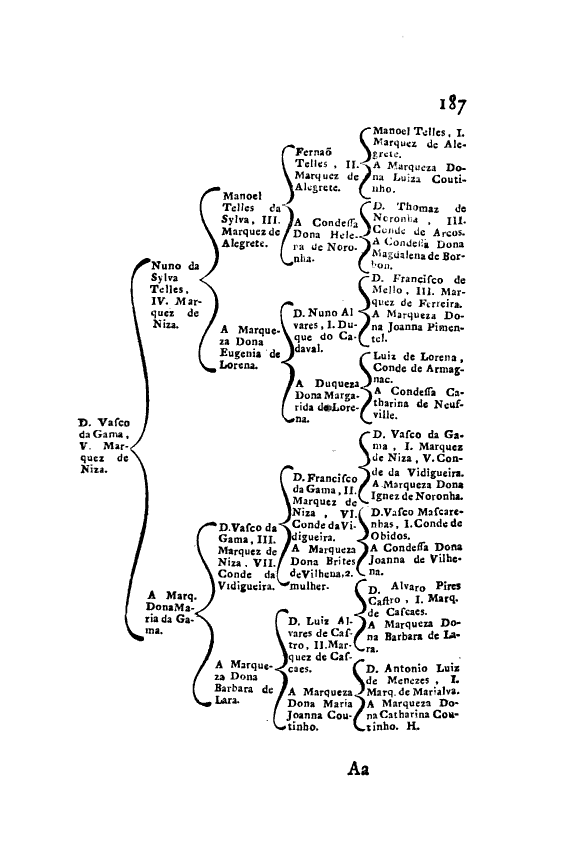
Costados do 5.º Marquês de Nisa

### Algumas das Casas noThesouro de Nobreza

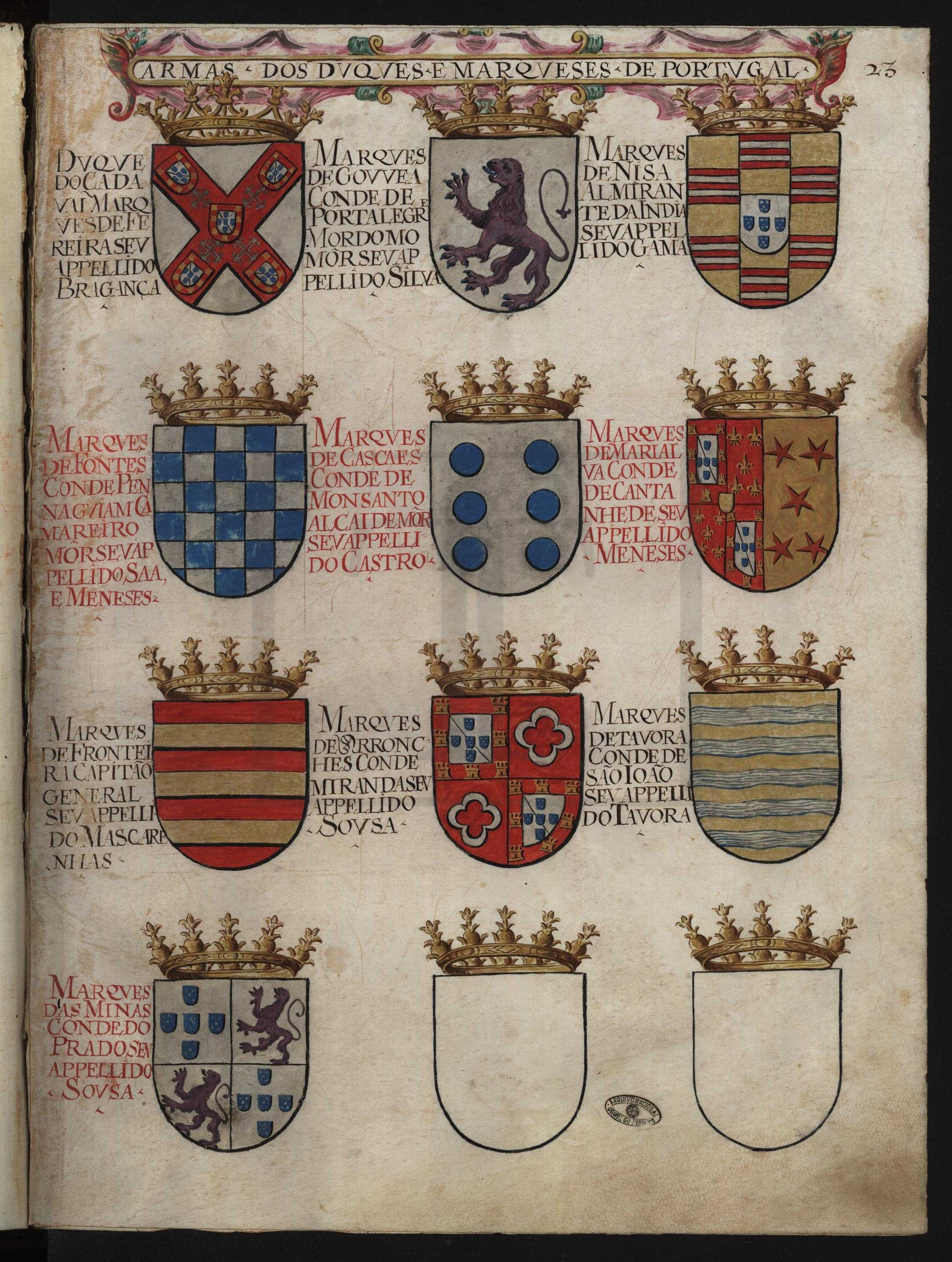
Armas dos Duques e Marqueses de Portugal (Fl. 23)
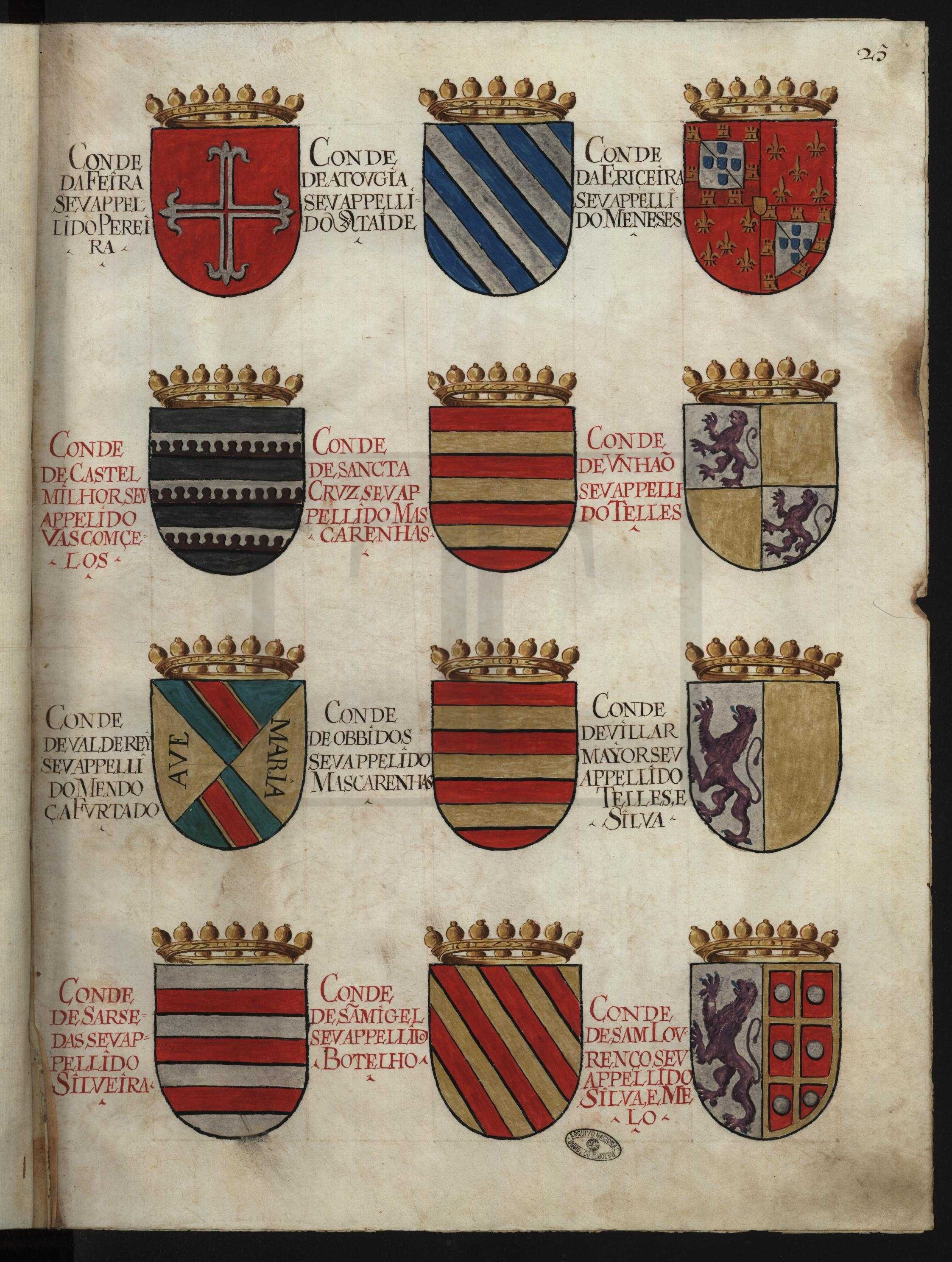
Armas dos Condes de Portugal (Fl. 25)
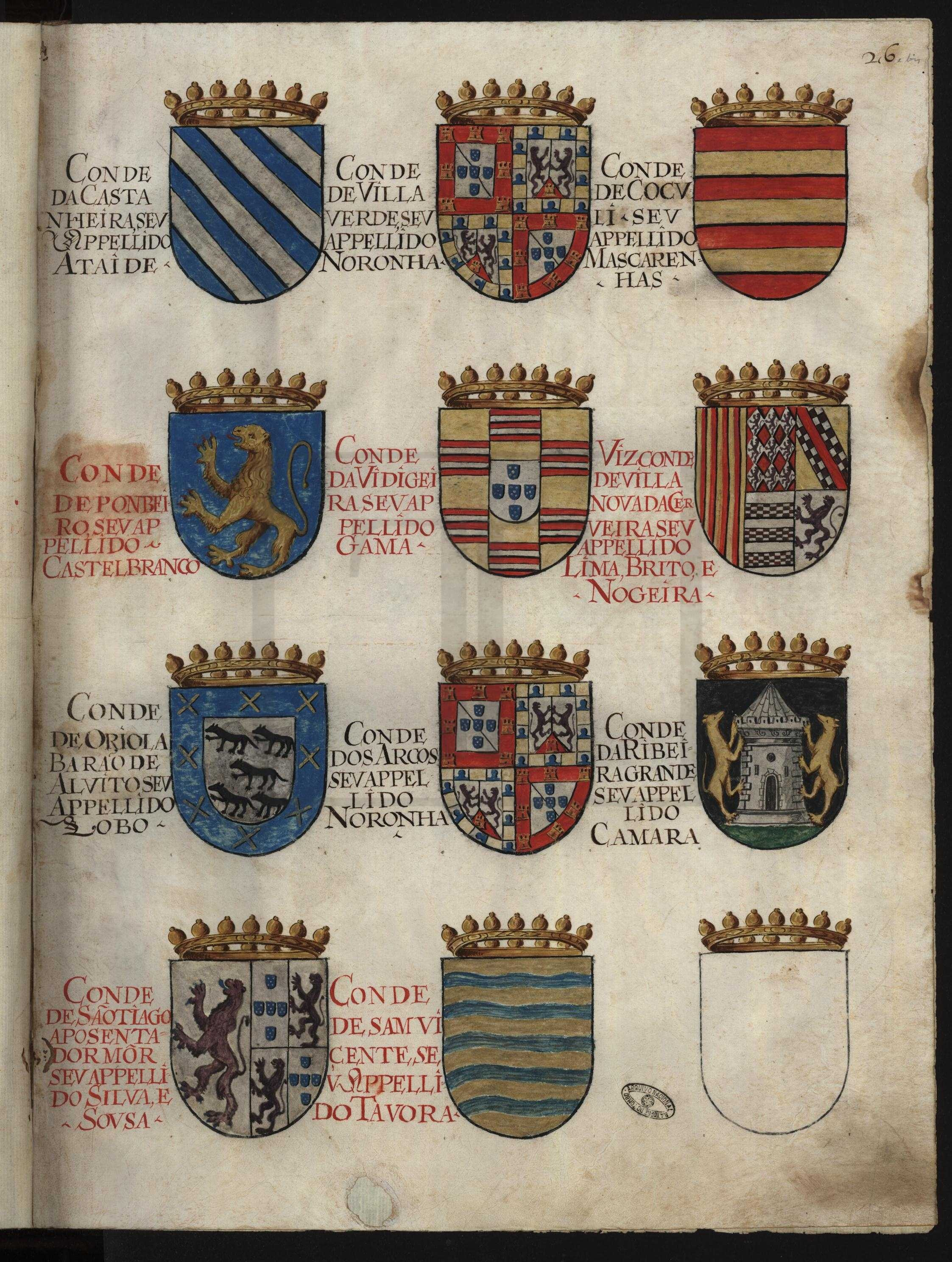
Armas dos Condes de Portugal (Fl. 26)

## Ligaões externas
- http://books.google.dk/books?id=8tcFAAAAQAAJ&printsec=frontcover&hl=da&source=gbs_ge_summary_r&cad=0#v=onepage&q&f=false ― as Memorias Historicas e Genealogicas dos Grandes de Portugal na internet.